# Equipo de Copa Davis de Puerto Rico
El equipo puertorriqueño de Copa Davis es el representativo de Puerto Rico en la máxima competición internacional a nivel de naciones del tenis masculino. Comenzó a participar en el año 1992. Su mejor actuación fue en la Copa Davis 1993 cuando llegó a la ronda final de la Zona Americana grupo II.

## Plantel
| Jugador               | Debut | Individuales | Dobles  |
| --------------------- | ----- | ------------ | ------- |
| Gilberto Álvarez      | 2001  | 9 - 10       | 13 - 12 |
| Alex Llompart         | 2007  | 15 - 7       | 6 - 5   |
| Christian Garay       | 2013  | 5 - 5        | 0 - 1   |
| Ricardo González Díaz | 2004  | 8 - 5        | 5 - 3   |
| Gabriel Flores        | 2008  |              |         |